# Coupe de l'Outre-Mer
De Coupe de l'Outre-Mer was een voetbalbekertoernooi waaraan selectie elftallen van spelers, ongeacht hun nationaliteit, uit de competities van Franse overzeese gebieden deelnamen. Het toernooi werd in 2008 opgericht door de Franse voetbalbond (FFF) en de amateursectie (LFA) en vond elke twee jaar plaats. Het bekertoernooi kwam in de plaats van de Coupe des clubs champions de l'Outre-Mer, een toernooi waaraan voetbalclubs deelnamen. Na drie edities trok de FFF de stekker uit de competitie wegens te kostelijk.

## Erelijst
| Jaar | Plaats        | Winnaar    | Finalist   | Derde      |
| ---- | ------------- | ---------- | ---------- | ---------- |
| 2008 | Île-de-France | Réunion    | Martinique | Guadeloupe |
| 2010 | Île-de-France | Martinique | Réunion    | Guadeloupe |
| 2012 | Île-de-France | Réunion    | Martinique | Guadeloupe |

## Prestaties per land
| Land                     | Deelnames | Beste resultaat                 |
| ------------------------ | --------- | ------------------------------- |
| Frans-Guyana             | 3         | Vierde plaats (2008)            |
| Frans-Polynesië          | 3         | Eerste ronde (2008, 2010, 2012) |
| Guadeloupe               | 3         | Derde plaats (2008, 2010, 2012) |
| Martinique               | 3         | Winnaar (2010)                  |
| Mayotte                  | 3         | Vierde plaats (2008, 2012)      |
| Nieuw-Caledonië          | 3         | Eerste ronde (2008, 2010, 2012) |
| Réunion                  | 3         | Winnaar (2008, 2012)            |
| Saint-Pierre en Miquelon | 2         | Eerste ronde (2010, 2012)       |

2008 ·
2010 ·
2012